# FC Braunschweig
Der FC Braunschweig ist ein Sportverein aus dem Braunschweiger Stadtteil Südstadt in Niedersachsen. Die inzwischen aufgelöste Frauenhandballmannschaft des Vereins spielte eine Saison lang in der 1. Bundesliga.

## Geschichte
Der Verein wurde am 19. Dezember 1945 als SV Süd Braunschweig gegründet und war zunächst im 1960 abgerissenen Sportpark Richmond ansässig, 1949 zog man auf den ehemaligen Leu-Platz an der Salzdahlumer Straße.
Ursprünglich bot der Verein die Sportarten Fußball, Handball, Turnen, Leichtathletik und Boxen an, später kam Volleyball hinzu. Die Box-Abteilung ging jedoch bereits 1972 im neugegründeten Box-Club 72 Braunschweig auf. 2012 wurde aus dem SV Süd ein reiner Fußballclub, im März dieses Jahres stimmten die Mitglieder auf der Jahreshauptversammlung des Vereins für eine Umbenennung in FC Braunschweig Süd von 1945. Seit Beginn der Saison 2014/15 nennt sich der Verein nur noch FC Braunschweig.

## Frauenhandball
Die Frauenhandballmannschaft des SV Süd gehörte in der Saison 1985/86 zu den Gründungsmitgliedern der 2. Bundesliga. Am Ende der Spielzeit stieg man als Meister der Staffel Nord in die 1. Bundesliga auf. Hier stieg der Verein 1986/87 mit nur einem Saisonsieg sofort wieder ab. In der Folgezeit spielte der SV Süd mehrere Jahre lang ununterbrochen in der 2. Bundesliga. 1995 bildete die Handball-Abteilung zunächst eine Spielgemeinschaft mit dem Post-SV Braunschweig, 1996 übernahm der Post SV die erste Frauenmannschaft der SG komplett. In der Saison 1997/98 stieg der Post SV aus der 2. Bundesliga ab.
Der SV Süd trat zuletzt bis 2011 in der Regionsoberliga an, danach wurde die Handballabteilung des Vereins im Zuge der Umwandlung in einen reinen Fußballverein aufgelöst.

### Erfolge
- Meister der 2. Bundesliga Nord: 1986
- Niedersachsenmeister: 1973, 1983, 1984[8]

## Fußball
Die Fußballmannschaft des SV Süd schaffte 1953 den Aufstieg in die drittklassige Amateurliga Niedersachsen, Staffel IV. Dieser Spielklasse gehörte man bis zum Abstieg 1961 an, die beste Platzierung des Vereins war dabei ein dritter Platz 1957. 1969 stieg der SV Süd noch einmal in die 1964 geschaffene Verbandsliga Niedersachsen-Ost auf, aus der er 1972 wieder absteigen musste. Nach dem Abstieg aus der Bezirksklasse 2004 spielte der SV Süd mehrere Jahre lang in der Kreisliga, bis 2011 wieder der Aufstieg in die Bezirksliga gelang. In der Saison 2013/14 stieg der FCB Süd als souveräner Meister der Bezirksliga Braunschweig 2 in die Landesliga Braunschweig auf. Im Frühjahr 2016 zog der Verein seine Landesligamannschaft aus dem Spielbetrieb zurück, im Sommer 2018 sogar komplett.

## Persönlichkeiten
- Dino Corugedo
- Jaro Deppe
- Lázaro Alfonso Prats
- Michael Scheike
- Dominik Scheil